# Lista de campeãs do carnaval de Curitiba
Esta é uma lista de escolas de samba campeãs do Carnaval de Curitiba.

## Grupo Especial
| Ano                       | Campeã                  | Vice-campeã             | Ref.              |
| ------------------------- | ----------------------- | ----------------------- | ----------------- |
| 1942                      | Bloco Asas da Alegria   |                         | [ 1 ]             |
| 1950                      | Bloco Asas da Alegria   |                         | [ 1 ]             |
| 1951                      | Bloco Asas da Alegria   |                         | [ 1 ]             |
| 1952                      | Bloco Asas da Alegria   |                         | [ 1 ]             |
| 1953                      | Bloco Asas da Alegria   |                         | [ 1 ]             |
| 1954                      | Bloco Asas da Alegria   |                         | [ 1 ]             |
| 1955                      | Bloco Asas da Alegria   |                         | [ 1 ]             |
| 1956                      | Bloco Asas da Alegria   |                         | [ 1 ]             |
| 1957                      | Não Agite               | Embaixadores da Alegria | [ 1 ]             |
| 1958                      | Não Agite               | Bloco Asas da Alegria   | [ 1 ]             |
| 1959                      | Não Agite               | Embaixadores da Alegria | [ 1 ]             |
| 1960                      | Não Agite               | Embaixadores da Alegria | [ 1 ]             |
| 1961                      | Não Agite               | Embaixadores da Alegria | [ 1 ]             |
| 1962                      | Dom Pedro II            | Não Agite               | [ 1 ]             |
| 1963                      | Não Agite               | Embaixadores da Alegria | [ 1 ]             |
| 1964                      | Colorado                | Dom Pedro II            | [ 1 ]             |
| 1965                      | Dom Pedro II            | Embaixadores da Alegria | [ 1 ]             |
| 1966                      | Dom Pedro II            | Embaixadores da Alegria | [ 1 ]             |
| 1967                      | Dom Pedro II            | Não Agite               | [ 1 ]             |
| 1968                      | Não Agite               | Embaixadores da Alegria | [ 1 ]             |
| 1969                      | Não Agite               | Embaixadores da Alegria | [ 1 ]             |
| 1970                      | Dom Pedro II            | Não Agite               | [ 1 ]             |
| Em 1971 concurso anulado. |                         |                         |                   |
| 1972                      | Colorado                | Dom Pedro II            | [ 1 ] [ 2 ]       |
| 1973                      | Dom Pedro II            | Não Agite               | [ 1 ]             |
| 1974                      | Dom Pedro II            | Colorado                | [ 1 ]             |
| 1975                      | Sapolândia              | Colorado                | [ 1 ]             |
| 1976                      | Colorado                | Não Agite               | [ 1 ]             |
| 1977                      | Mocidade Azul           | Colorado                | [ 1 ] [ 2 ]       |
| 1978                      | Mocidade Azul           | Colorado                | [ 1 ] [ 2 ]       |
| 1979                      | Mocidade Azul           | Colorado                | [ 1 ] [ 2 ]       |
| 1980                      | Mocidade Azul           | Colorado                | [ 1 ] [ 2 ]       |
| 1981                      | Mocidade Azul           | Colorado                | [ 1 ] [ 2 ]       |
| 1982                      | Dom Pedro II            | Colorado                | [ 1 ]             |
| 1983                      | Mocidade Azul           | Colorado                | [ 1 ] [ 2 ]       |
| 1984                      | Mocidade Azul           | Dom Pedro II            | [ 1 ] [ 2 ]       |
| 1985                      | Mocidade Azul           | Dom Pedro II            | [ 1 ] [ 2 ]       |
| 1986                      | Dom Pedro II            | Mocidade Azul           | [ 1 ] [ 2 ]       |
| 1987                      | Mocidade Azul           | Dom Pedro II            | [ 1 ] [ 2 ]       |
| 1988                      | Dom Pedro II            | Mocidade Azul           | [ 1 ]             |
| 1989                      | Dom Pedro II            | Embaixadores da Alegria | [ 1 ] [ 2 ]       |
| 1990                      | Mocidade Azul           | Embaixadores da Alegria | [ 1 ] [ 2 ]       |
| 1991                      | Embaixadores da Alegria | Mocidade Azul           | [ 1 ] [ 2 ]       |
| 1992                      | Embaixadores da Alegria | Mocidade Azul           | [ 1 ]             |
| 1993                      | Mocidade Azul           | Embaixadores da Alegria | [ 1 ] [ 2 ]       |
| 1994                      | Mocidade Azul           |                         | [ 1 ] [ 2 ]       |
| 1995                      | Mocidade Azul           |                         | [ 1 ] [ 2 ]       |
| 1996                      | Embaixadores da Alegria | Colorado                | [ 1 ]             |
| 1997                      | Colorado                |                         | [ 1 ]             |
| 1998                      | Embaixadores da Alegria | Colorado                | [ 1 ]             |
| 1999                      | Acadêmicos da Realeza   |                         | [ 1 ] [ 2 ]       |
| 2000                      | Mocidade Azul           | Acadêmicos da Realeza   | [ 1 ] [ 2 ]       |
| 2001                      | Acadêmicos da Realeza   |                         | [ 1 ] [ 2 ]       |
| 2002                      | Acadêmicos da Realeza   |                         | [ 1 ] [ 2 ]       |
| 2003                      | Acadêmicos da Realeza   |                         | [ 1 ] [ 2 ]       |
| 2004                      | Embaixadores da Alegria | Mocidade Azul           | [ 1 ] [ 2 ]       |
| 2005                      | Embaixadores da Alegria | Mocidade Azul           | [ 1 ] [ 2 ]       |
| 2006                      | Embaixadores da Alegria | Acadêmicos da Realeza   | [ 1 ] [ 2 ]       |
| 2007                      | Embaixadores da Alegria | Acadêmicos da Realeza   | [ 1 ] [ 2 ]       |
| 2008                      | Acadêmicos da Realeza   | Embaixadores da Alegria | [ 1 ] [ 2 ]       |
| 2009                      | Acadêmicos da Realeza   | Embaixadores da Alegria | [ 1 ]             |
| 2010                      | Acadêmicos da Realeza   | Embaixadores da Alegria | [ 3 ] [ 4 ] [ 5 ] |
| 2011                      | Mocidade Azul           | Embaixadores da Alegria | [ 6 ]             |
| 2012                      | Acadêmicos da Realeza   | Leões da Mocidade       | [ 2 ]             |
| 2012                      | Mocidade Azul           | Leões da Mocidade       | [ 2 ]             |
| 2013                      | Acadêmicos da Realeza   | Mocidade Azul           | [ 7 ] [ 8 ] [ 9 ] |
| 2014                      | Mocidade Azul           | Acadêmicos da Realeza   | [ 10 ] [ 11 ]     |
| 2015                      | Mocidade Azul           | Acadêmicos da Realeza   | [ 12 ]            |
| 2016                      | Mocidade Azul           | Acadêmicos da Realeza   |                   |
| 2017                      | Mocidade Azul           | Acadêmicos da Realeza   |                   |
| 2018                      | Mocidade Azul           | Acadêmicos da Realeza   |                   |
| 2019                      | Mocidade Azul           | Acadêmicos da Realeza   |                   |
| 2020                      | Enamorados do Samba     | Mocidade Azul           |                   |
| Não realizado em 2021     |                         |                         |                   |
| Não realizado em 2022     |                         |                         |                   |
| 2023                      | Mocidade Azul           | Acadêmicos da Realeza   | [ 13 ]            |
| 2024                      | Acadêmicos da Realeza   | Mocidade Azul           | [ 14 ]            |
| 2025                      | Mocidade Azul           | Deixa Falar             | [ 15 ]            |

### Número de títulos por escola
| Nº | Escola                  | Total |
| -- | ----------------------- | ----- |
| 1º | Mocidade Azul           | 21    |
| 2º | Embaixadores da Alegria | 14    |
| 3º | Acadêmicos da Realeza   | 11    |
| 3º | Dom Pedro II            | 11    |
| 5º | Bloco Asas da Alegria   | 8     |
| 5º | Não Agite               | 8     |
| 6º | Colorado                | 4     |
| 7º | Enamorados do Samba     | 1     |
| 8º | Sapolândia              | 1     |

## Grupo de acesso
| Ano  | Campeã                  | Vice-campeã           | Ref.   |
| ---- | ----------------------- | --------------------- | ------ |
| 1998 | Acadêmicos da Realeza   |                       |        |
| 2001 | Jesus Bom à Beça        |                       |        |
| 2003 | Jesus Bom à Beça        |                       |        |
| 2006 | Os Internautas          | Unidos do Bairro Alto |        |
| 2007 | Os Internautas          | Unidos do Bairro Alto |        |
| 2008 | Leões da Mocidade       | Os Internautas        |        |
| 2009 | Unidos do Bairro Alto   | Os Internautas        |        |
| 2010 | Mocidade Azul           | Os Internautas        |        |
| 2011 | Os Internautas          | Unidos de Pinhais     |        |
| 2012 | Unidos do Bairro Alto   |                       |        |
| 2014 | Imperatriz da Liberdade | Os Internautas        | [ 11 ] |
| 2015 | Os Internautas          | Unidos dos Pinhais    | [ 12 ] |
| 2023 | Deixa Falar             |                       | [ 13 ] |